# 19è Festival Internacional de Cinema de Moscou
El 19è Festival Internacional de Cinema de Moscou es va celebrar entre el 17 i el 28 de juliol de 1995. Aquest any no es va concedir el Sant Jordi d'Or.

## Jurat
- Richard Gere (EUA – President)
- Friedrich Gorenstein (Alemanya)
- Aurelio De Laurentiis (Itàlia)
- Otar Iosseliani (França)
- László Kovács (EUA)
- Jiří Menzel (Rep. Txeca)
- David Robinson (Gran Bretanya)
- Lidiya Fedoseieva-Shukshina (Rússia)
- Jerome Hellman (EUA)
- Conrad Hall (EUA)

## Pel·lícules en competició
Les següents pel·lícules foren seleccionades per la competició:
| Títol original                                             | Director(s)           | País de producció                         |
| ---------------------------------------------------------- | --------------------- | ----------------------------------------- |
| The Englishman Who Went Up a Hill But Came Down a Mountain | Christopher Monger    | Regne Unit                                |
| Haut bas fragile                                           | Jacques Rivette       | França, Suïssa                            |
| Segreto di stato                                           | Giuseppe Ferrara      | Itàlia                                    |
| Kakaya chudnaya igra                                       | Pyotr Todorovsky      | Rússia                                    |
| Mario und der Zauberer                                     | Klaus Maria Brandauer | Alemanya, França, Àustria                 |
| Dupe od mramora                                            | Želimir Žilnik        | Iugoslàvia                                |
| Zawrócony                                                  | Kazimierz Kutz        | Polònia                                   |
| Boys on the Side                                           | Herbert Ross          | Estats Units                              |
| Zhengfuzhe                                                 | Wenji Teng            | R.P. de la Xina                           |
| Gogo no yuigonjo                                           | Kaneto Shindo         | Japó                                      |
| Country Life                                               | Michael Blakemore     | Austràlia                                 |
| Semya okhotnika                                            | Shapiga Musina        | Kazakhstan                                |
| İz                                                         | Yeşim Ustaoğlu        | Turquia                                   |
| Condition Red                                              | Mika Kaurismäki       | Finlàndia, Estats Units, Alemanya, França |
| Díky za kazdé nové ráno                                    | Milan Šteindler       | Txèquia                                   |
| Tag ditt liv                                               | Göran du Rées         | Suècia                                    |
| Mee Pok Man                                                | Eric Khoo             | Singapur                                  |
| La pasión turca                                            | Vicente Aranda        | Espanya                                   |
| Esti Kornél csodálatos utazása                             | József Pacskovszky    | Hongria                                   |
| Une femme française                                        | Régis Wargnier        | França, Regne Unit, Alemanya              |
| Iagouaros                                                  | Katerina Evangelakou  | Grècia                                    |
| Eggs                                                       | Bent Hamer            | Noruega                                   |

## Premis
- Sant Jordi d'Or: No atorgat
- Sant Jordi de Plata a la Direcció:
  - Régis Wargnier per Une femme française
  - Milan Šteindler per Díky za kazdé nové ráno
- Premi Sant Jordi de Plata Especial: Director de Fotografia Lajos Koltai per Mario und der Zauberer
- Sant Jordi de Plata:
  - Millor Actor: Gabriel Barylli per Une femme française
  - Millor Actriu: Emmanuelle Béart per Une femme française
- Premi del Jurat Ecumènic: The Englishman Who Went Up a Hill But Came Down a Mountain de Christopher Monger
- Diplomes d'Honor:
  - per la contribució al cinema: Serguei Bondartxuk
  - Tonino Guerra, guionista
  - Beata Tyszkiewicz, actriu